# Уильямс, Майк (игрок в американский футбол, 1987)
Майкл Энтони Уильямс (англ. Michael Anthony Williams; 18 мая 1987, Буффало, Нью-Йорк — 12 сентября 2023, Тампа, Флорида) — профессиональный футболист, выступавший на позиции уайд ресивера. Играл в НФЛ с 2010 по 2014 год, большую часть карьеры провёл в клубе «Тампа-Бэй Бакканирс». На студенческом уровне играл за команду Сиракузского университета. На драфте НФЛ 2010 года был выбран в четвёртом раунде. Скончался от осложнений травмы, полученной в результате несчастного случая.

## Биография
Майк Уильямс родился 18 мая 1987 года в Буффало в штате Нью-Йорк. Там же окончил старшую школу Риверсайд, в футбольной команде которой он играл на позициях принимающего и корнербека, включался в сборную звёзд штата. На момент выпуска входил в десятку лучших игроков штата по версии Rivals. После окончания школы поступил в Сиракузский университет.

### Любительская карьера
В футбольном турнире NCAA Уильямс дебютировал в 2006 году. Он сыграл в десяти матчах, сделав 24 приёма на 461 ярд — оба результата стали лучшими для новичков футбольной программы университета с 1990 года. В сезоне 2007 года он сыграл в стартовом составе команды во всех двенадцати матчах, повторив рекорд университета по количеству приёмов, а также сделав десять тачдаунов.
Дальнейшая карьера Уильямса в колледже была омрачена академическими проблемами. Он был отстранён от команды на весь сезон 2008 года из-за попытки обмана во время экзамена. В 2009 году он вернулся в команду и в первых шести матчах турнира сделал 45 приёмов на 713 ярдов с шестью тачдаунами, но затем попал в автомобильную аварию, возвращаясь ночью из казино. Вскоре после инцидента Уильямс заявил об уходе из команды, объяснив это неверием в него тренерского штаба.

#### Статистика выступлений в NCAA
| Сезон | Команда        | Игры | Приём | Приём | Приём | Приём | Вынос | Вынос | Вынос | Вынос |
| Сезон | Команда        | Игры | Rec   | Yds   | Y/A   | TD    | Att   | Yds   | Y/A   | TD    |
| ----- | -------------- | ---- | ----- | ----- | ----- | ----- | ----- | ----- | ----- | ----- |
| 2006  | Сиракьюз Оранж | 10   | 24    | 461   | 19,2  | 4     | 0     | 0     | 0,0   | 0     |
| 2007  | Сиракьюз Оранж | 12   | 60    | 837   | 14,0  | 10    | 0     | 0     | 0,0   | 0     |
| 2008  | Сиракьюз Оранж | —    | —     | —     | —     | —     | —     | —     | —     | —     |
| 2009  | Сиракьюз Оранж | 7    | 49    | 746   | 15,2  | 6     | 1     | -7    | -7,0  | 0     |
| Всего | Всего          | 29   | 133   | 2044  | 15,4  | 20    | 1     | -7    | -7,0  | 0     |

### Профессиональная карьера
Перед драфтом НФЛ 2010 года об Уильямсе писали как об идеальном принимающем с хорошими антропометрическими данными, скоростью и умением работать с мячом. При этом отмечались его проблемы вне поля, которые могли повлиять на решения, принимаемые клубами НФЛ.
На драфте Уильямс был выбран «Бакканирс» в четвёртом раунде под общим 101 номером. Уже в дебютном сезоне он закрепился в статусе одного из ведущих ресиверов команды, сыграв в основном составе во всех шестнадцати матчах регулярного чемпионата и набрав 964 ярда с 11 тачдаунами. Всего же в первые три сезона карьеры он набрал на приёме 2731 ярд, занеся 23 тачдауна. В 2013 году Уильямс пропустил десять игр из-за травмы колена и смог набрать только 216 ярдов в шести матчах. Несмотря на это, клуб подписал с ним новый шестилетний контракт на сумму 40,25 млн долларов. Кроме того, все эти годы его проблемы за пределами поля только усугублялись: шестнадцать раз его привлекали к ответственности за различные нарушения правил дорожного движения, против него выдвигались обвинения в незаконном проникновении, а в марте 2014 года его ранили ножом в бедро в собственном доме. Он неоднократно штрафовался за пропуск командных мероприятий, в том числе во время реабилитации после травм.
В апреле 2014 года генеральный менеджер «Бакканирс» Джейсон Лайт обменял Уильямса в «Баффало Биллс», получив выбор шестого раунда драфта. В составе «Биллс» в чемпионате 2014 года он провёл девять матчей, ни разу не выйдя на поле в основном составе. Во время работы на тренировках его несколько раз отправляли тренироваться с резервистами. Уильямс был недоволен своей ролью в команде и в декабре контракт с ним был расторгнут.
В последующее межсезонье Уильямс не смог достичь соглашения ни с одним из клубов лиги, а в сентябре 2015 года НФЛ дисквалифицировала его на шесть матчей. Весной 2016 года он подписал контракт с «Канзас-Сити Чифс», но пробиться в состав не сумел и был отчислен в августе перед стартом регулярного чемпионата.

#### Статистика выступлений в НФЛ

##### Регулярный чемпионат
| Сезон | Команда             | Игры | Приём | Приём | Приём | Приём | Вынос | Вынос | Вынос | Вынос |
| Сезон | Команда             | Игры | Rec   | Yds   | Y/A   | TD    | Att   | Yds   | Y/A   | TD    |
| ----- | ------------------- | ---- | ----- | ----- | ----- | ----- | ----- | ----- | ----- | ----- |
| 2010  | Тампа-Бэй Бакканирс | 16   | 65    | 964   | 14,8  | 11    | 0     | 0     | 0,0   | 0     |
| 2011  | Тампа-Бэй Бакканирс | 16   | 65    | 771   | 11,9  | 3     | 1     | 3     | 3,0   | 0     |
| 2012  | Тампа-Бэй Бакканирс | 16   | 63    | 996   | 15,8  | 9     | 0     | 0     | 0,0   | 0     |
| 2013  | Тампа-Бэй Бакканирс | 6    | 22    | 216   | 9,8   | 2     | 0     | 0     | 0,0   | 0     |
| 2014  | Баффало Биллс       | 9    | 8     | 142   | 17,8  | 1     | 0     | 0     | 0,0   | 0     |
| Всего | Всего               | 63   | 223   | 3089  | 13,9  | 26    | 1     | 3     | 3,0   | 0     |

### Смерть
После окончания спортивной карьеры Уильямс работал строителем. В начале сентября 2023 года он получил травму головы в результате несчастного случая — падения стальной балки. Спустя несколько дней после происшествия он был госпитализирован повторно из-за потери чувствительности в ногах, ему была сделана операция на спинном мозге. Несмотря на оказанную помощь, 12 сентября 2023 года Уильямс скончался в больнице Сент-Джозефс в Тампе.